# Mormyrops masuianus
Mormyrops masuianus és una espècie de peix elefant elèctric pertanyent al gènere Mormyrops de la família Mormyridae present en diverses conques hidrogràfiques d'Àfrica, entre elles el Pool Malebo i la conca central i baixa del riu Congo. És nativa de la República Democràtica del Congo i la República Centreafricana; i pot aconseguir una grandària aproximada de 41,0 cm. D'acord amb la UICN, aquesta espècie pot catalogar-se en la categoria «Baix Risc (LC)».